# Chitonosphaera lata
Chitonosphaera lata är en kräftdjursart som först beskrevs av Masatoshi Nishimura 1968.  Chitonosphaera lata ingår i släktet Chitonosphaera och familjen klotkräftor. Inga underarter finns listade i Catalogue of Life.